# XI legislatura del Parlamento de Cataluña
La undécima legislatura de la Cataluña autonómica se inició el lunes 26 de octubre de 2015 cuando Carme Forcadell de Junts pel Sí fue elegida   Presidenta del Parlamento y finalizó el 27 de octubre de 2017 cuando el presidente del Gobierno de España Mariano Rajoy la disolvió en aplicación del artículo 155 de la Constitución española.

## Elecciones
| 62 JxSÍ 25 C's 16 PSC | 11 CSQP 11 PPC 10 CUP-CC |

JxSÍ
C's
PSC
CSQP
PPC
CUP-CC

El lunes 26 de octubre de 2015 los 135 diputados elegidos en las Elecciones al Parlamento de Cataluña de 2015 constituyeron el Parlamento de Cataluña.
Los siete miembros de la Mesa del Parlamento de Cataluña elegidos por el Pleno fueron: Carme Forcadell de Junts pel Sí como  Presidenta, Lluís Corominas de Junts pel Sí como Vicepresidente primero, José María Espejo-Saavedra de Ciudadanos-Partido de la Ciudadanía como Vicepresidente segundo, Anna Simó de Junts pel Sí como Secretaria primera,  David Pérez Ibáñez de Partido de los Socialistas de Cataluña como Secretario segundo, Joan Josep Nuet como Secretario tercero y Ramona Barrufet de Junts pel Sí como Secretaria cuarta, de tal forma que Junts pel Sí obtuvo mayoría en la misma.
Los diputados provinieron de seis candidaturas: Junts pel Sí (JxSí), Ciudadanos-Partido de la Ciudadanía (Cs),  Partido de los Socialistas de Cataluña (PSC-PSOE), Catalunya Sí que es Pot (CSQP), Partido Popular de Cataluña (PPC) y Candidatura de Unidad Popular-Llamada Constituyente (CUP-CC). 
Por primera vez desde 1980, cuando pudieron celebrarse las primeras elecciones democráticas al Parlamento de Cataluña, una coalición independentista va a conseguir la victoria electoral en las Elecciones al Parlamento de Cataluña  y va a haber mayoría independentista de 72 diputados de JxSí+CUP-CC.
La candidatura que obtuvo mayor número de diputados fue Junts pel Sí y formó un Gobierno presidido por Carles Puigdemont a pesar de que su candidato a la presidencia era Artur Mas. Este hecho fue debido a que la formación de este Gobierno y la investidura del Presidente se produjo una vez que Junts pel Sí y Candidatura de Unidad Popular-Llamada Constituyente llegaron a un acuerdo que incluía la retirada de Artur Mas como candidato a la Presidencia de la Generalidad de Cataluña y se propuso a Carles Puigdemont en su lugar.

## Gobierno
Después de las elecciones al Parlamento de Cataluña del 27 de septiembre de 2015, Carles Puigdemont  de Junts pel Sí, fue investido Presidente de la Generalidad de Cataluña. El 13 de enero de 2016 tomó posesión del cargo. El día 14 nombró a los consejeros del Consejo Ejecutivo de la Generalidad, que tomaron posesión el mismo día.
Entre los componentes del Gobierno había siete miembros militantes de Convergencia Democrática de Cataluña (CDC), y seis miembros propuestos por Esquerra Republicana de Cataluña (ERC). Meritxell Borràs, Santi Vila, Jordi Baiget y Jordi Jané van a repetir como Consejeros de la Generalidad de Cataluña si bien Santi Vila y  Jordi Baiget no repitieron el mismo cargo.

## Políticas
El día 9 de noviembre de 2015, durante el primer pleno de la legislatura, el  Parlamento aprobó la Declaración de inicio del proceso de independencia de Cataluña con 72 votos a favor.
El 27 de junio de 2017 el Presidente de  la Generalidad de Cataluña Carles Puigdemont anuncia que el referéndum de autodeterminación se celebraría el 1 de octubre de 2017 y tendría una pregunta: «¿Quiere que Catalunya sea un estado independiente en forma de República?».
El Parlamento de Cataluña aprobó el  6 de septiembre de 2017 la Ley del referéndum de autodeterminación de Cataluña y el 8 de septiembre de 2017 la Ley de transitoriedad jurídica y fundacional de la República Catalana, si bien a los pocos días ambas leyes fueron suspendidas cautelarmente por el Tribunal Constitucional.
El 1 de octubre de 2017 tuvo lugar el referéndum de autodeterminación que contabilizó un 90,2% de votos a favor del sí, con una participación del 43.03% del censo.
El 10 de octubre de 2017, se celebró el pleno del Parlamento de Cataluña en el que se proclamaron los resultados del referéndum del 1 de octubre de 2017 y en el que Carles Puigdemont proclamó la República Catalana si bien suspendió los efectos de la declaración por unas "pocas semanas" en busca de mediación y negociación internacionales. La Declaración de Independencia fue firmada por los 72 diputados independentistas.
El 11 de octubre de 2017 el Gobierno de España inició el proceso de activación del artículo 155 de la Constitución y el 21 de octubre de 2017 el Consejo de Ministros acordó las medidas que serían propuestas para su aprobación en el Senado y que incluía la destitución del Presidente de Cataluña y del resto del Gobierno de Cataluña y la disolución del Parlamento de Cataluña. 
El Pleno del Senado para aprobar o rechazar la autorización al Gobierno de España a aplicar las medidas acordadas se fijó para el 27 de octubre de 2017.
El 26 de octubre de 2017 el Consejo de Garantías Estatutarias de Cataluña concluyó en su dictamen 13/2017 que el cese del Presidente de la Generalidad y del resto del Gobierno de Cataluña es inconstitucional porque "no respeta los principios de gradualidad ni de proporcionalidad".
El 27 de octubre de 2017, mientras que se celebraba el pleno del Senado el Parlamento de Cataluña declaró unilateralmente la independencia después de una votación anónima en el Parlamento por 70 votos a favor, 2 en blanco y 10 en contra.
La tarde del 27 de octubre de 2017 el Consejo de Ministros del Gobierno de España disolvió el Parlamento de Cataluña, destituyó al Gobierno de Cataluña y convocó elecciones al Parlamento de Cataluña el 21 de diciembre de 2017, dando por finalizada la legislatura.